# Вільям Ґрейдер
Вільям Грейдер (нар. 6 серпня 1936, Цинциннаті; † 25 грудня 2019, Вашингтон, округ Колумбія) — американський редактор і письменник.

## Життєпис
Виріс у Вайомінгу, штат Огайо, відвідував місцеві школи, а з 1958 року — Прінстонський університет. Після служби в армії Грейдер спочатку працював у Wheaton Daily Journal і Times and Courier Journal. Далі було майже 15 років, які він провів кореспондентом, а згодом колумністом у Washington Post. З початку 1980-х і до 1999 року колонка Грейдера регулярно з'являлася в журналі Rolling Stone. Пізніше він працював кореспондентом із національних справ у The Nation, головній американській політичній щотижневій газеті.
У своїх книгах, особливо «Душа капіталізму: відкриття шляхів до моральної економіки», Грейдер розглядав соціальні та моральні аспекти капіталізму, індустріалізації та глобалізації.
За його книгу «Один світ, готовий чи ні: маніакальна логіка глобального капіталізму», яка отримала найбільшу популярність, його розкритикував Пол Кругман у 1999 році та назвав його теоретиком випадковості.

## Праці
- Secrets of the Temple: How the Federal Reserve Runs the Country. Simon & Schuster, 1987, ISBN 067147989X.
- Who Will Tell the People: The Betrayal of American Democracy. Simon & Schuster, 1992, ISBN 067168891X.
- One World, Ready or Not: The Manic Logic of Global Capitalism. Simon & Schuster, 1997, ISBN 0684811413.
  - deutsch: Endstation Globalisierung. Der Kapitalismus frißt seine Kinder. Aus dem Amerikanischen von Bea Reiter. Heyne-Verlag, München 1998, ISBN 3-453-13854-6.
- Fortress America: The American Military and the Consequences of Peace. Public Affairs, 1998, ISBN 1891620096.
- The Soul of Capitalism: Opening Paths to A Moral Economy. Simon & Schuster, 2003, ISBN 0684862190.
- Come Home, America: The Rise and Fall (And Redeeming Promise) Of Our Country. Rodale 2009, ISBN 978-1594868160.

## Інтернет-ресурси
- Website des Autors